# Hakui
Hakui (Japans: 羽咋市, Hakui-shi) is een havenstad aan de Japanse Zee in de prefectuur Ishikawa in Japan. De oppervlakte van de stad is 81,96 km² en eind 2008 had de stad bijna 24.000 inwoners.

## Geschiedenis
Op 1 juli 1958 werd Hakui een stad (shi).

## Verkeer
Hakui ligt aan de Nanao-lijn van de West Japan Railway Company.
Hakui ligt aan de Noto-autoweg en aan de autowegen 159, 249, 415 en 471.

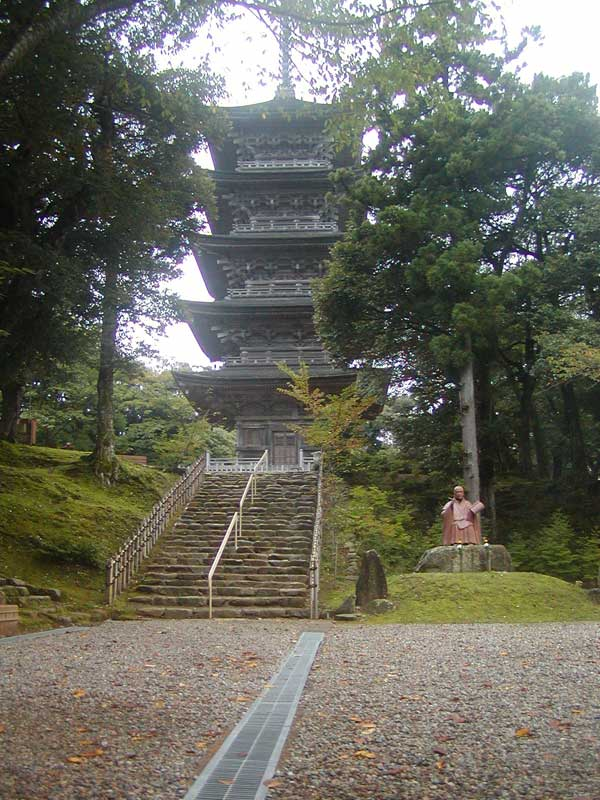
Myōjō-ji

## Bezienswaardigheden
- Myojo-ji (妙成寺, Myōjō-ji)

## Stedenbanden
Hakui heeft een stedenband met
- Tongzhou (Jiangsu), Volksrepubliek China, sinds 22 mei 2001

## Aangrenzende steden
- Himi